# 개인신용평가기관
개인신용평가기관(CB, Credit Bureau)은 은행, 카드회사 등 금융기관에서 제공받은 정보를 가공, 분석하여 개인의 신용도를 종합적으로 평가하는 신용평가 전문기관이다.
대한민국의 개인신용평가기관으로는 NICE신용평가정보, 코리아크레딧뷰로, 한국기업데이터 등이 있다.

## 같이 보기
- 신용정보
- 신용 위험